# Sphagneticola trilobata
Sphagneticola trilobata é uma espécie de Sphagneticola pertencente à família Asteraceae. É popularmente conhecida como margaridão, mal-me-quer, malmequer-do-brejo, picão-da-praia, vedélia' ou insulina. É uma planta perene ocorrendo desde o México até a Argentina.

## Sinônimos
A espécie Sphagneticola trilobata possui 23 sinônimos reconhecidos atualmente.
- Acmella brasiliensis Spreng.
- Acmella spilanthoides Cass.
- Buphthalmum procumbens Desf. ex Steud.
- Buphthalmum procumbens Desf.
- Buphthalmum repens Lam.
- Buphthalmum strigosum Spreng.
- Complaya trilobata (L.) Strother
- Polymnia carnosa (Rich.) Poir.
- Polymnia crenata (Rich.) Poir.
- Seruneum trilobatum (L.) Kuntze
- Silphium trilobatum L.
- Stemmodontia carnosa (Rich.) O.F.Cook & G.N.Collins
- Stemmodontia carnosa (Rich.) Cook & Collins
- Thelechitonia trilobata (L.) H.Rob. & Cuatrec.
- Verbesina carnosa (Rich.) M.Gómez
- Verbesina tridentata Spreng.
- Wedelia brasiliensis (Spreng.) S.F.Blake
- Wedelia carnosa Rich.
- Wedelia paludicola Poepp.
- Wedelia paludosa DC.
- Wedelia triloba (Rich. ex DC.) Bello
- Wedelia trilobata A.St.-Hil.
- Wedelia trilobata (L.) Hitchc.

## Ameaça ecológica
Facilmente escapa dos jardins para áreas verdes onde há mata nativa competindo com as plantas nativas. A planta forma uma camada grossa sobre o solo impedindo a regeneração de outras espécies além de escalar outras plantas e estruturas.
Sphagneticola trilobata está listado na lista da IUCN de 100 das espécies exóticas invasoras mais daninhas do mundo.

## Galeria

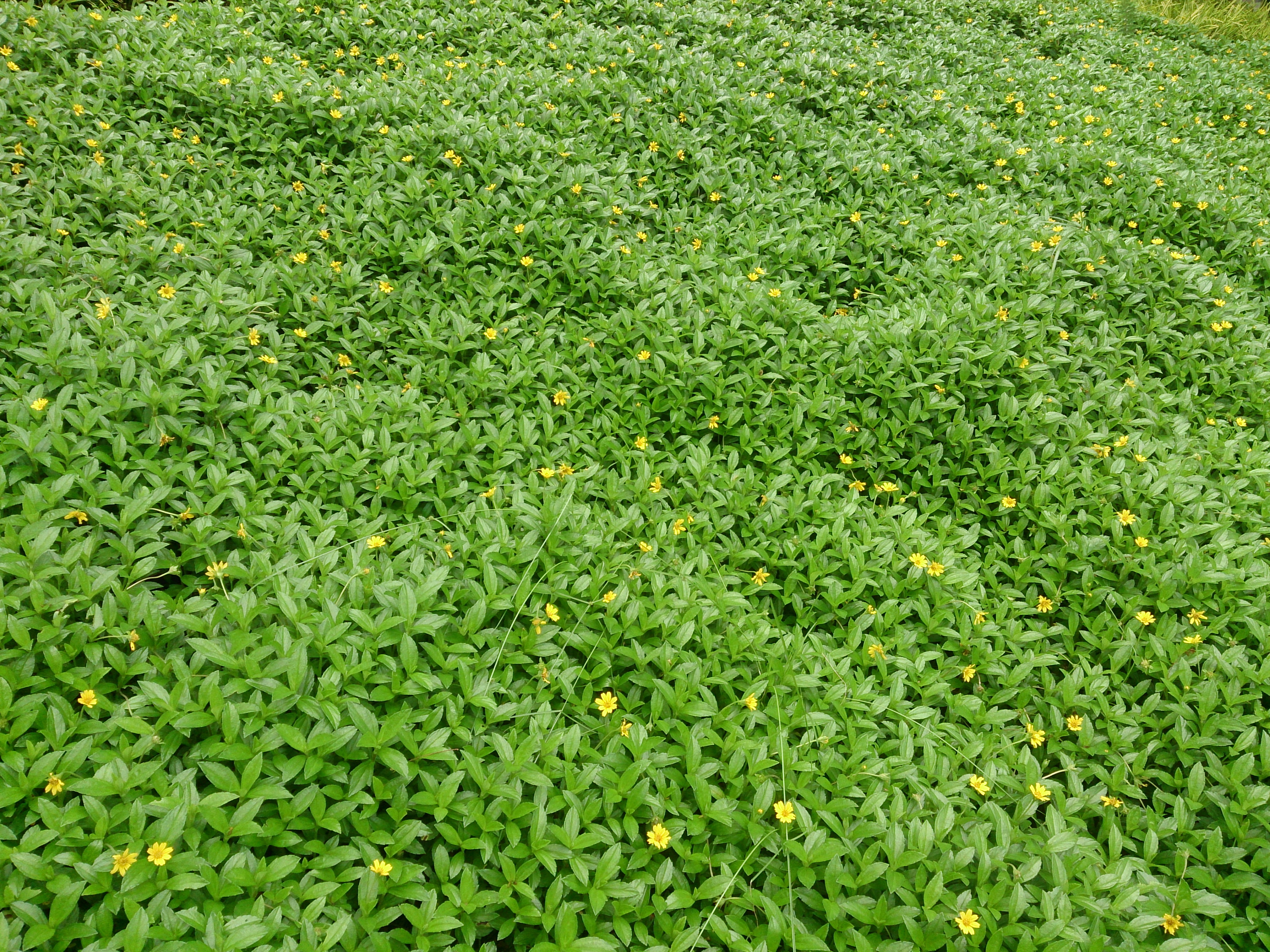
Canteiro denso
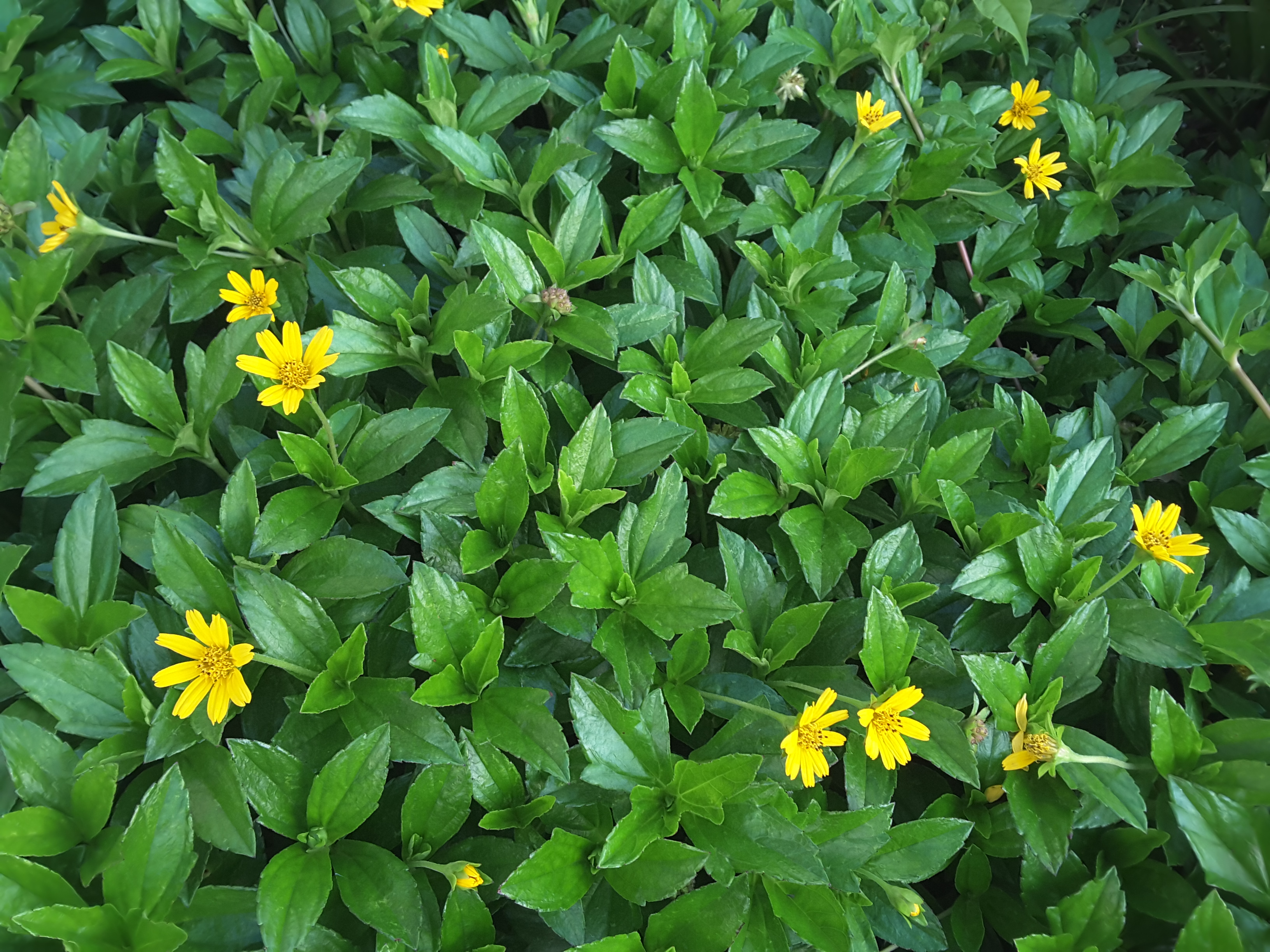
Cobertura de Sphagneticola trilobata
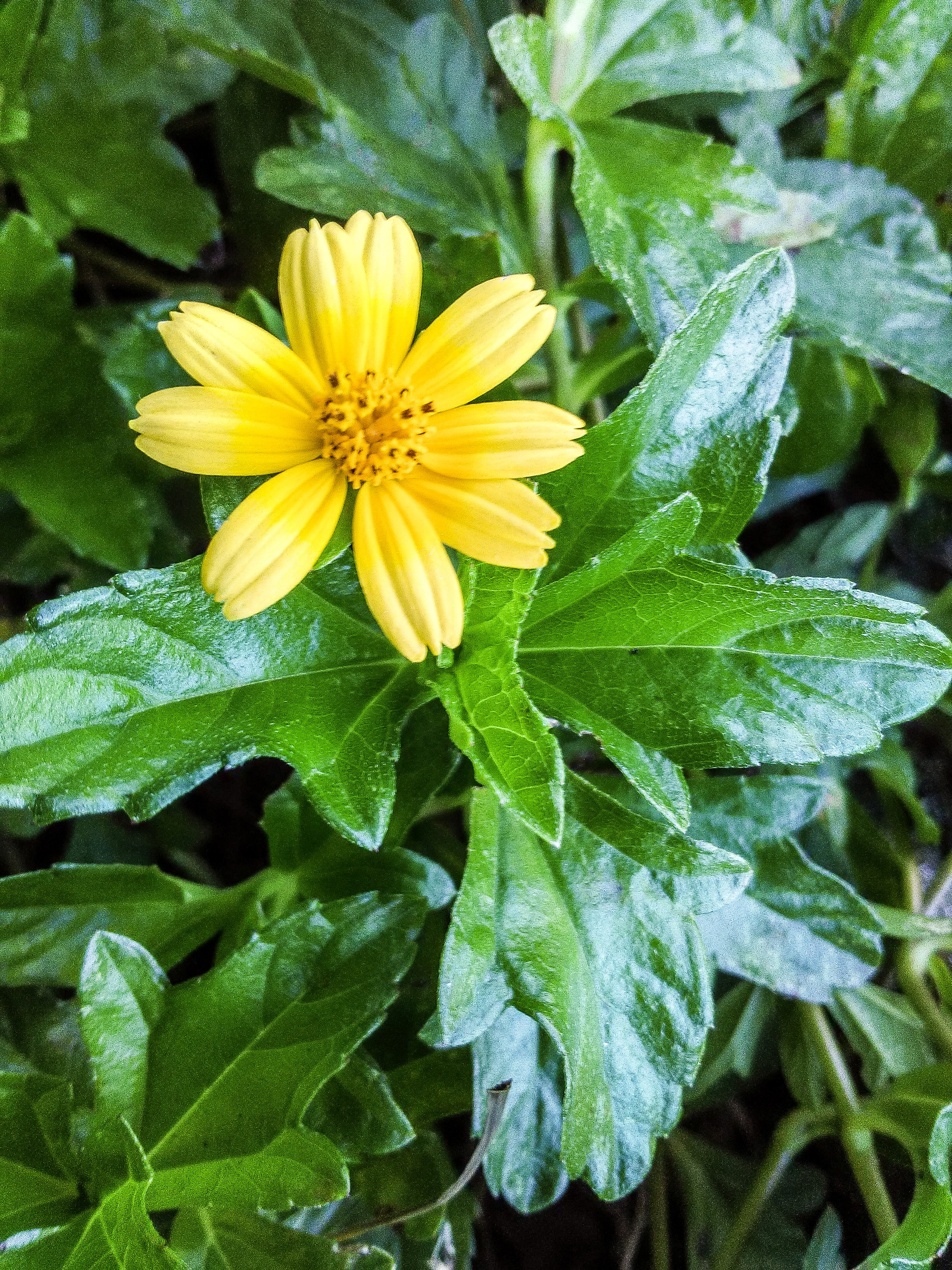
Flor
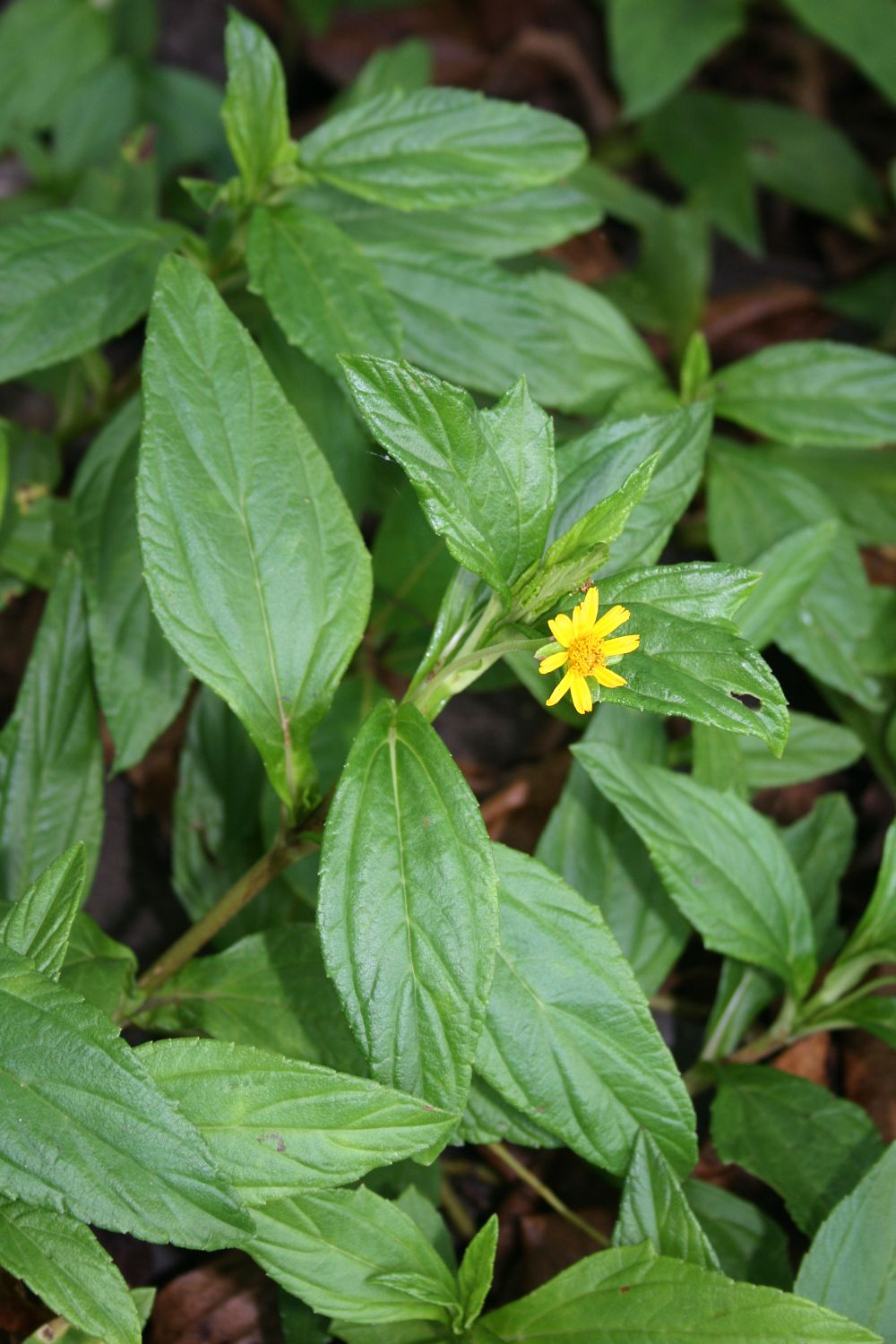
Folhas
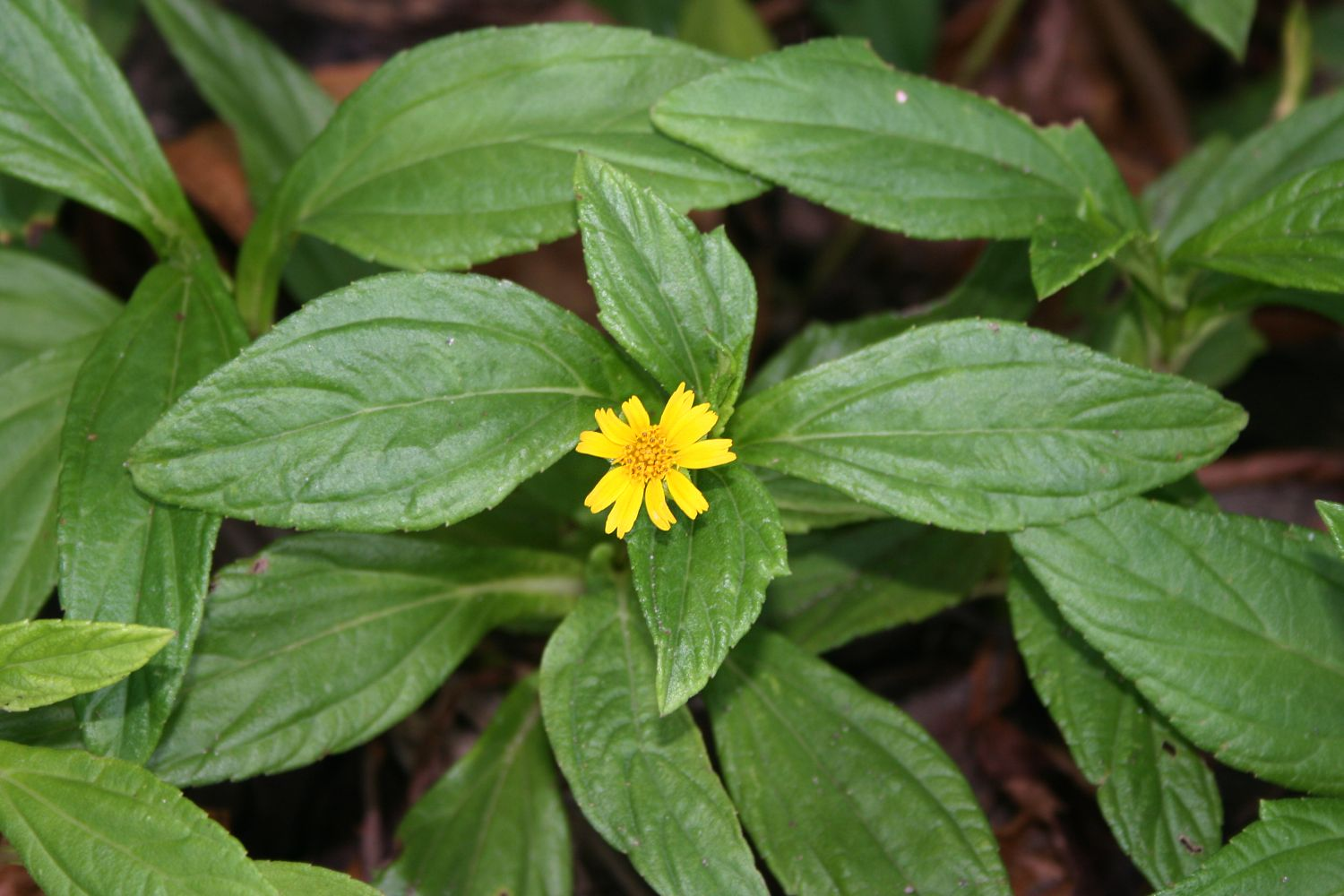
Folhas e flor